# Кудрявцев, Леонид Викторович (рабочий)
Леони́д Ви́кторович Кудря́вцев (16 мая 1946, Юркино, Медведевский район, Марийская АССР, РСФСР, СССР — 17 сентября 1997, Йошкар-Ола, Марий Эл, Россия) —  наладчик, бригадир звена Йошкар-Олинского завода «Контакт» (1967―1997). Лауреат Государственной премии СССР (1987). Кавалер ордена Ленина (1976).

## Биография
Родился  16 мая 1946 года в дер. Юркино Медведевского района Марийской АССР. Окончил среднюю школу на родине.
В 1967―1997 годах — наладчик, бригадир звена Йошкар-Олинского завода «Контакт». Его работу отличали высокое качество и новаторские подходы к организации производства.
В 1984 году ему присуждена Государственная премия СССР. Награждён орденом Ленина.
Скончался 17 сентября 1997 года в Йошкар-Оле. 

## Трудовые награды
- Орден Ленина (1976)[2][3]
- Государственная премия СССР (1987)[2][3]